# Myndus phylax
Myndus phylax är en insektsart som beskrevs av Kramer 1979. Myndus phylax ingår i släktet Myndus och familjen kilstritar. Inga underarter finns listade i Catalogue of Life.